# Joe Engle
Joe Henry Engle (Chapman (Kansas), 26 augustus 1932 – Houston (Texas), 10 juli 2024) was een Amerikaanse astronaut. Hij vloog zestien keer aan boord van de North American X-15 en tweemaal aan boord van de Space Shuttle.

## Algemene levensloop
Joe Engle werd op 26 augustus 1932 geboren in Chapman in Kansas. Hij behaalde in 1955 een Bachelor of Science-titel in luchtvaarttechnieken aan de Universiteit van Kansas. Joe Engle was getrouwd met Mary Catherine Lawrence en heeft twee kinderen en een stiefkind. Hij trouwde later met Jeanie Carter Engle.

## Carrière

### Testpiloot
In 1957 begon Joe Engle aan  zijn opleiding tot piloot. Hij vloog onder meer met de North American F-100 Super Sabre. Toenmalig kolonel Chuck Yeager beval hem aan aan de school voor testpiloten van het Amerikaanse leger, waarvan hij in 1961 afstudeerde.

### Selectie als astronaut
In maart 1966 werd Joe Engle samen met 18 andere piloten geselecteerd voor een opleiding tot astronaut.

### Apolloprogramma
Joe Engle werd voor twee vluchten van het Apolloprogramma geselecteerd. De eerste was Apollo 14, waarvoor hij werd geselecteerd als back-up piloot van de maanmodule. Oorspronkelijk zou hij ook meevliegen aan boord van de Apollo 17, maar werd door NASA vervangen door geoloog Harrison Schmitt, omdat er sterke druk werd uitgeoefend op NASA om een geoloog op de maan te laten landen.

### Testvluchten van de Space Shuttle
Engle was de commandant van een van de twee bemanningen die de Space Shuttle testten, tijdens de zogenaamde ALT-vluchten. Deze vluchten werden uitgevoerd met de testshuttle Enterprise.

### STS-2
Joe Engle was back-up commandant van de eerste orbitale vlucht van de Space Shuttle, STS-1, uitgevoerd door de Shuttle Columbia. De tweede orbitale ruimtevlucht van het Spaceshuttleprogramma, STS-2, werd Engles eerste ruimtevlucht. Op 12 november 1981 werd STS-2 met succes gelanceerd vanaf lanceerplatform 39-A van het Kennedy Space Center. Door problemen met een van de drie brandstofcellen van Columbia, werd de missie ingekort. Tijdens de missie werden testen gedaan met het Remote Manipulator System van de Shuttle. Door het probleem in de brandstofcel, welke onder meer verantwoordelijk was voor de productie van drinkbaar water, landde de missie al twee dagen na de lancering, op 14 november 1981, op Edwards Air Force Base in Californië.

### STS-51-I
Op 27 augustus 1985 vloog Joe Engle een tweede keer naar de ruimte. Dit keer aan boord van Space Shuttle Discovery, in het kader van STS-51-I. Hij was wederom commandant van deze missie. Tijdens deze missie werden drie communicatiesatellieten (ASC-1, AUSSAT-1 en SYNCOM IV-4) in een baan rond de Aarde gebracht. Na een succesvolle missie landde Discovery terug op Edwards Air Force Base op 3 september 1985.

### Post-NASA carrière
Joe Engle verliet het astronautenkorps van NASA op 28 november 1986. Twee dagen later, op 30 november, verliet hij ook de United States Air Force. 
Engle overleed  op 10 juli 2024 op 91-jarige leeftijd.

## Media

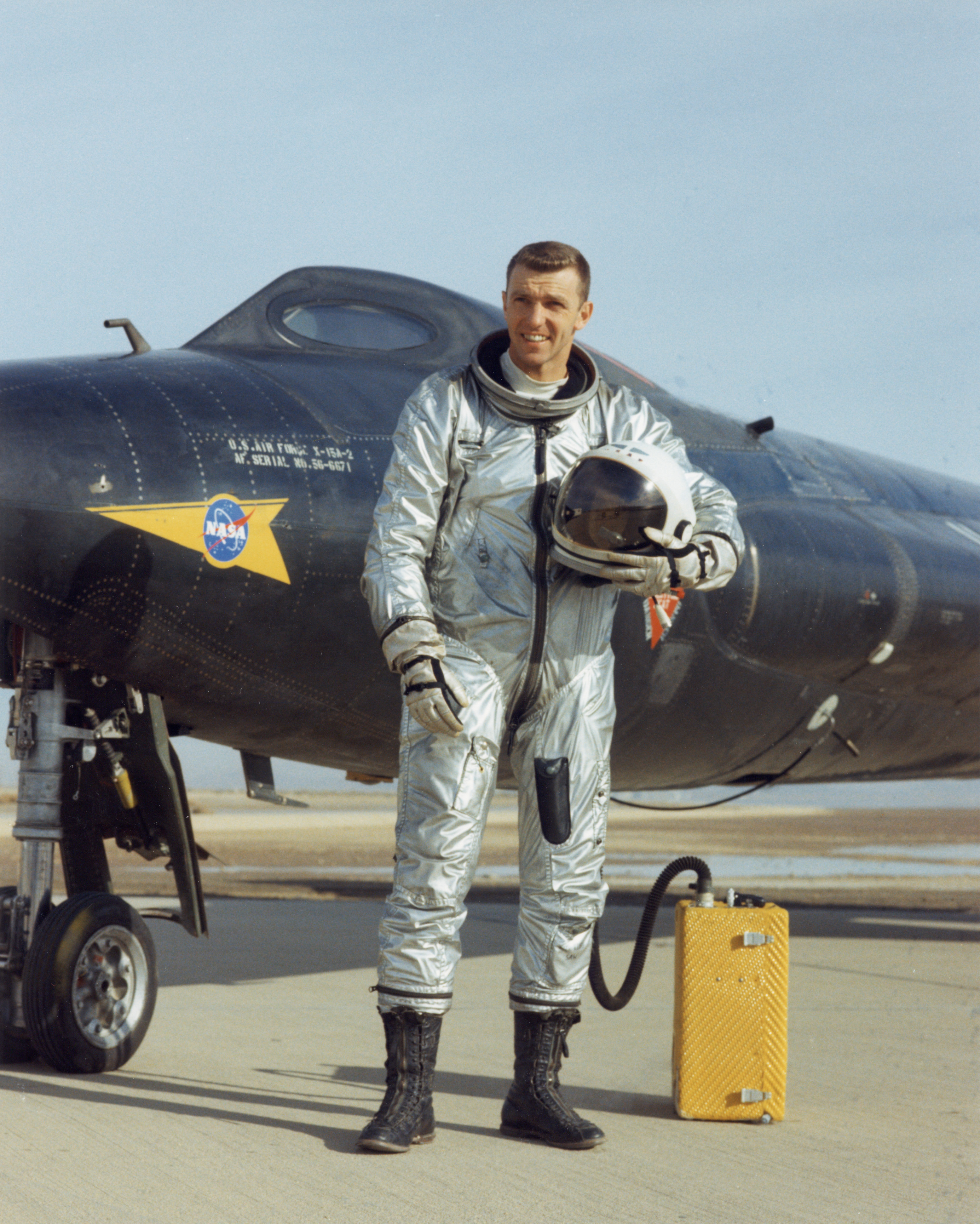
Joe Engle bij een X-15
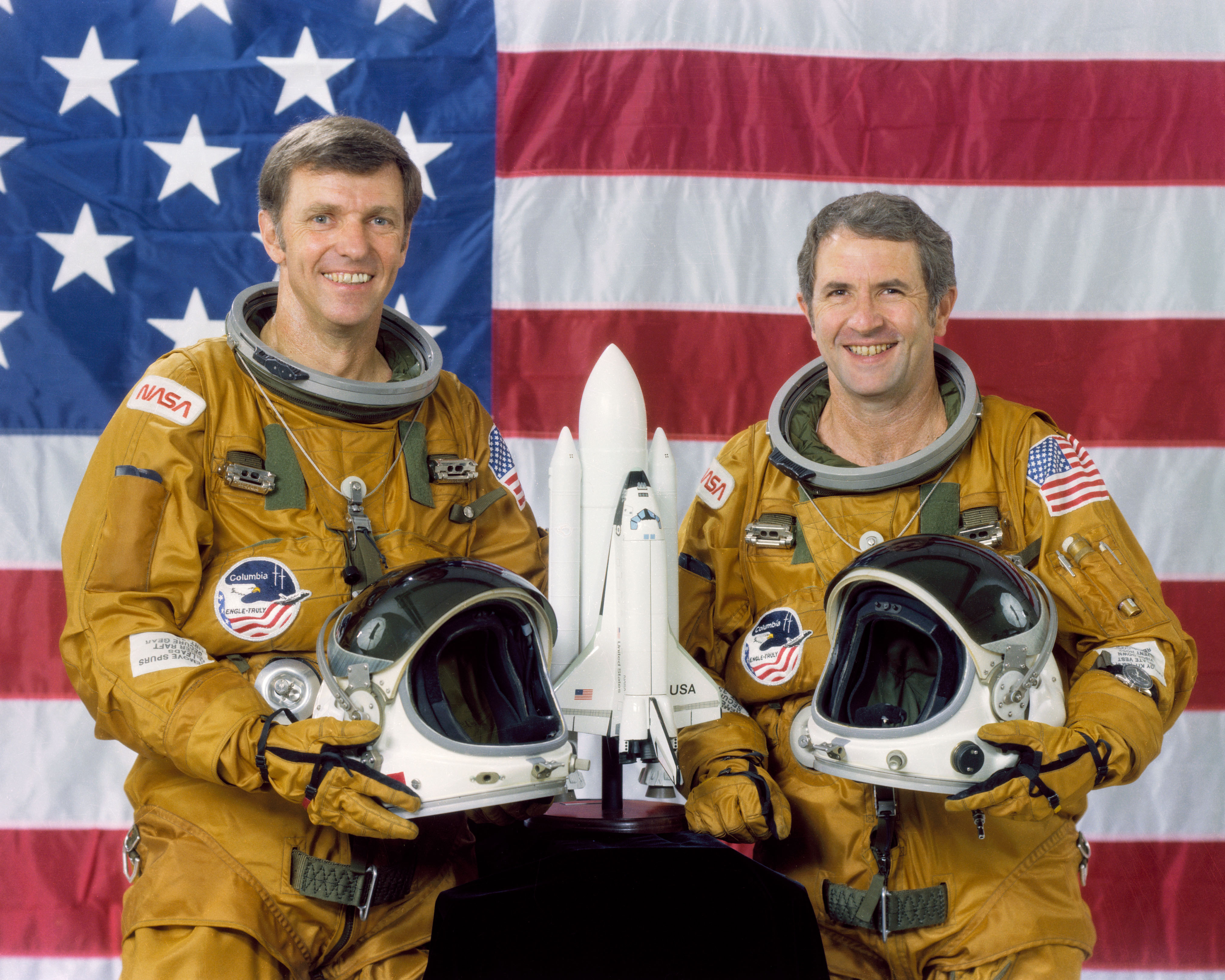
De bemanning van STS-2
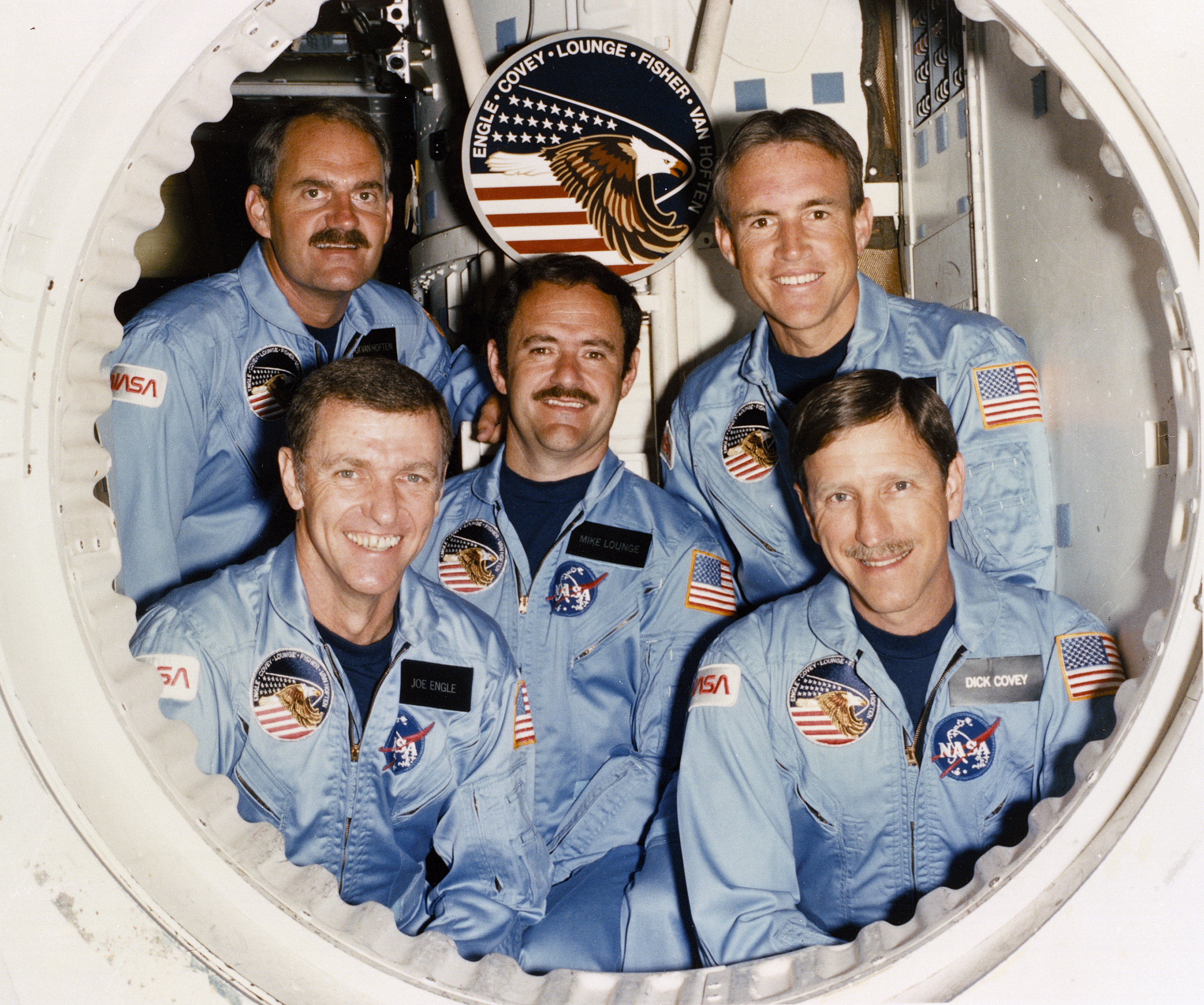
De bemanning van STS-51-I